# Adam Kreek
Adam Kreek (født 2. december 1980 i London, Canada) er en canadisk forfatter, ledelsescoach samt tidligere roer, olympisk guldvinder og tredobbelt verdensmester.
Adam Kreek kom med i den canadiske otter i 2002, og han var dermed med til at vinde VM-guld i denne båd i 2002 og 2003.
Canadierne mødte derfor frem til OL 2004 i Athen som en af favoritterne. De blev nummer to i det indledende heat, besejret af USA, hvor begge både var under den gældende verdensrekord. Canadierne vandt derpå opsamlingsheatet, hvorpå de var kvalificeret til A-finalen. Her havde de svært ved at følge med og endte som nummer fem, næsten ti sekunder efter de amerikanske vindere.
Canadierne vandt VM igen i 2007 og var derfor atter blandt favoritterne ved OL 2008 i Beijing. Den canadiske otter vandt da også sit indledende heat, og i finalen førte canadierne hele vejen, så de sluttede med et forspring til Storbritannien på over et sekund med USA på tredjepladsen. Udover Kreek bestod bådens besætning af Kevin Light, Andrew Byrnes, Jake Wetzel, Malcolm Howard, Dominic Seiterle, Ben Rutledge, Kyle Hamilton og styrmand Brian Price – fem af bådens besætning var gengangere fra OL 2004. Canadierne blev dermed de første forsvarende verdensmestre, der vandt OL-guld, siden DDR gjorde det i 1979-1980. Da den canadiske triatlet vandt sølv ved samme OL, nævnte han, at han motiverede sig selv under konkurrencen ved at sige til sig selv "Sing like Kreek" med henvisning til Adam Kreeks sang til "O Canada" under medaljeceremonien for otteren.
Udover VM og OL vandt den canadiske otter med Kreek seks World Cup-løb i perioden 2003–2008. Kreek indstillede sin aktive karriere efter OL 2008. I 2013 deltog Kreek i projekt, hvor fire roere forsøgte at ro fra Afrikas vestkyst til Nordamerika. Projektet havde dels et videnskabeligt, dels et pædagogisk sigte, hvor besætningens aktiviteter blev målt undervejs, ligesom turen blev videotransmitteret til uddannelsesinstitutioner i USA og Canada. Efter 73 dage og 6.700 km kæntrede båden i Bermudatrekanten, og besætningen tilkaldte hjælp, så de blev reddet.
Han har siden sin aktive karriere fokuseret på ledelse og præstation. I 2019 udgav han i den forbindelse bogen The Responsibility Ethic: 12 Strategies Exceptional People Use to Do the Work and Make Success Happen.

## OL-medaljer
- 2008:  Guld i otter